# 山形県立加茂水産高等学校
山形県立加茂水産高等学校（やまがたけんりつ かもすいさんこうとうがっこう）は、山形県鶴岡市加茂字大崩にある県立高等学校。山形県唯一の水産高校である。

## 概要
- 設置学科　全日制課程　
  - 海洋技術科
  - 海洋資源科
- 2010年12月21日時点の在籍生徒数は172名（女子生徒16名）、職員60名。

## 沿革
- 山形県立加茂水産高等学校ホームページ内、沿革に詳細が記載されている。

## 所在地
- 鶴岡市加茂字大崩595番地

## 校訓
- 山形県立加茂水産高等学校の校訓は以下の通りである[1]。
  - 《熱・意気・団結》
  - 《不屈不撓》
  - 《質実剛健》

生徒の活動目標
- 主体的に意欲的に学習しよう。
- 自ら積極的に心身を鍛えよう。
- 思いやりと感謝の気持ちを表現しよう。

## 学校行事
- 水開き　4月末から5月初めに、同校裏の加茂レインボービーチにて行われる。水着に着替えた生徒たちが、柔軟体操やランニングの後、同校恒例の「裸体操」で気合を入れたあと、まだ冷たい海に体を沈め、海洋での本格的な実習を前に安全を祈願し海に感謝する行事である。1946年（昭和21年）の学校創立から続いている。[2][3]
- 水納め　11月初めに、水開きと同じく同校裏の加茂レインボービーチにて行われる。冷たくなった海に体を沈め、海での授業の締めくくりとして、感謝の気持ちを海に伝える伝統行事である。水開きと同じく、1946年（昭和21年）の学校創立から続いている。[4]

## 部活動
- 相撲
- 硬式野球
- ヨット
- 柔道
- サッカー
- 陸上
- 剣道
- バスケットボール

- 卓球
- 水産生物
- 水泳

## 出身者
- 大岩戸義之 - 大相撲力士
- 阿部新二 - 柔道家